# Elisabeth Adler
Elisabeth Adler (* 2. August 1926 in Magdeburg; † 15. Januar 1997 in Berlin) war eine deutsche Direktorin einer Evangelischen Akademie.

## Leben
Adler war die Tochter von Susanne Martin und Rudolf Adler. Der Vater war ein Altphilologe. Von den Eltern, die mit der Bekennenden Kirche sympathisierten, wurde ihr die innere Distanz zum NS-Regime eingepflanzt. Sie war Pflichtmitglied im BDM und erwarb nach der Einberufung zum Reichsarbeitsdienst ein Kriegsabitur.
Nach der Befreiung Deutschlands vom Nationalsozialismus führte sie ein begonnenes Studium der Germanistik und Geschichte in Halle und in Berlin fort. Sie beteiligte sich am Leben der Evangelischen Studentengemeinde. Nach dem Erwerb ihres Pädagogik-Diploms war sie seit 1950 Reisesekretärin in der Geschäftsstelle der Berliner Studentengemeinde, lernte kirchliche Persönlichkeiten aus aller Welt kennen. 1956 begann ihre Tätigkeit als Studienleiterin in der Evangelischen Akademie von Ostberlin. 1959 wurde ihr das Europa-Referat des Christlichen Studenten-Weltbundes (WSCF) übertragen mit einem Ortswechsel nach Genf. Während der Regionalkonferenz des WSCF in Graz 1962 traf sie den Generalsekretär der Christlichen Friedenskonferenz (CFK) Josef Hromádka. Seither beteiligte sie sich an der CFK. Zu gleicher Zeit 1961 wurde sie in Neu-Delhi in einen „Ausschuss für Personalaustausch“ gewählt und wurde kurze Zeit später stellvertretende Generalsekretärin. Sie prägte das Bonmot von der „Aufklärung und Umarmung“, mit der sie tiefgreifendes ökumenisches Lernen und Zusammenarbeiten umschrieb. Ab 1966 war Adler wieder als Studienleiterin, nunmehr an der inzwischen verselbständigten Akademie in Ost-Berlin tätig und wurde 1967 zu deren Leiterin. Sie war damit als erste Frau in einem solchen Amt, in dem sie bis zu ihrer Pensionierung 1988 arbeitete.
Bei der Vollversammlung des Ökumenischen Rates der Kirchen in Uppsala 1968 benannte Adler als spezifische kirchliche Verfehlungen die Versuchung zu Klerikalismus, Triumphalismus und Verbalismus. Eine konkrete Folge dieser Positionierung wurde ihre Mitarbeit bei dem dort beschlossenen Programm zur Bekämpfung des Rassismus. Sie warb für dieses Programm, das auch gewalttätig arbeitende Befreiungsbewegungen wie die SWAPO, den ANC und die PLO unterstützte, in den Gemeinden, obwohl sie aus westdeutschen kirchenleitenden Kreisen deswegen kritisiert wurde. Sie erreichte, dass der ÖRK sein Mandat für das Programm um ein weiteres Jahrfünft verlängerte. Auch das Programm „Kirche in Solidarität mit den Armen“ unterstützte sie wesentlich.
In den 1970er und 1980er Jahren wurde Adler mehrmals in den DDR-Regionalausschuss der CFK gewählt.
In dem ihr Leben resümierenden Buch Zweierlei Vergangenheit schreibt sie zu ihrem Wirken in einer östlichen kirchlichen Akademie:

„Als es die DDR nicht mehr gab, empfand ich dies unerwarteterweise als Verlust. Nach Gründen für meine Trauer suchend, stellte ich fest, daß ich nicht wieder in Deutschland leben wollte. Mein letztes Deutschland war »Großdeutschland«. An der DDR, die ich wahrhaftig nicht sonderlich geliebt habe, schätzte ich, daß sie ein kleines und eigentlich unbedeutendes Land war.“

Sie arbeitete in der Redaktion der Zeitschrift Junge Kirche, als Moderatorin der Ökumenischen Versammlung von Berlin sowie in Gremien der Gossner Mission mit.

## Schriften
- Memoirs and diaries / World Student Christian Federation, Grand-Saconnex, Geneva, Switzerland: WSCF, 1994
- Desmond Tutu. Berlin: Union-Verl., 1985, 2., bearb. Aufl.
- Walter Bredendiek – einer aus der Wolke der Zeugen[3]
- Wie lange noch? Berlin: Union-Verlag, 1982, 1. Aufl.
- Orientierung Ökumene, Berlin: Evangelische Verlagsanstalt, 1979, 1. Aufl.
- Ein erster Anfang. Berlin: Evangelische Verlagsanstalt, 1975, 1. Aufl.
- Oekumene im Kampf gegen Rassismus. Bielefeld, Frankfurt (Main): Eckart, 1975
- Pro-Existence, London: SCM Press, 1964, Papers, ed.
- Pro-Existenz – Verkündigung und Fürbitte in der DDR, Berlin: Vogt, 1960